# Монсюр-Сен-Сенере
Монсюр-Сен-Сенере (фр. Montsûrs-Saint-Céneré) — колишній муніципалітет у Франції, у регіоні Пеї-де-ла-Луар, департамент Маєнн. Монсюр-Сен-Сенере утворено 1 січня 2017 року шляхом злиття муніципалітетів Монсюр i Сен-Сенере. Адміністративним центром муніципалітету є Монсюр.

## Історія
1 січня 2019 року Монсюр-Сен-Сенере, Де-Евай, Монтуртьє i Сент-Уен-де-Валлон було об'єднано в новий муніципалітет Монсюр.